# André-Jacques Garnerin
André-Jacques Garnerin (Paris, 31 de janeiro de 1769 - Paris, 18 de agosto de 1823), foi um engenheiro francês, inventor do pára-quedas.

## Vida
As suas primeiras experiências basearam-se em aparelhos com a forma de sombrinha. Durante a primeira fase das Guerras Napoleónicas, é capturado pelas tropas britãnicas, sendo entregue aos austríacos e feito prisioneiro em Buda, na Hungria, durante três anos.

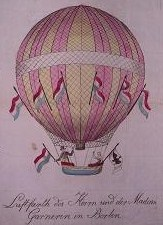
Garnerin, Berlin 1803.

Após ser solto, Garnerin toma contacto com os voos de balão. Efectua o primeiro salto de pára-quedas com um feito de seda, em 22 de Outubro de 1797, saltando sobre o parque de Monceau, em Paris. Depois de uma descida de 1 000 m, aterra junto de uma imensa multidão que assistia ao seu feito. Em 1803, entre o dia 3 e 4 de Outubro, Garnerin faz um voo de balão, entre Paris e Clausen, percorrendo cerca de 395 km.
A sua esposa, Jeanne-Geneviève, que acompanhou Garnerin em muitos dos seus saltos, tornou-se a primeira mulher a saltar de pára-quedas. Garnerin morre em Paris, a 18 de Agosto de 1823, enquanto construía um balão.

## Ver também

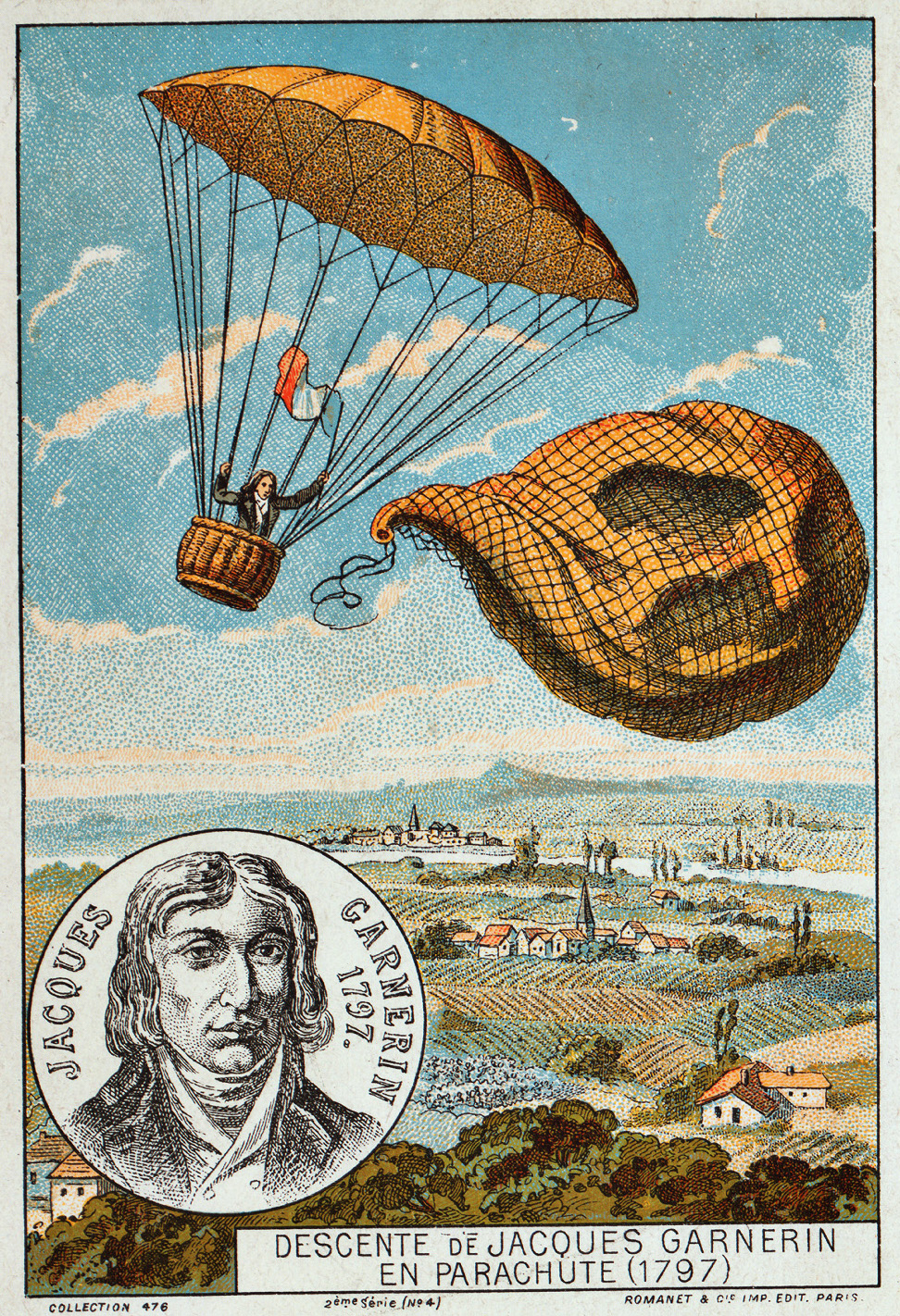
Descida de Jacques Garnerin em pára-quedas (1797)